# Star Trek - L'insurrezione
Star Trek - L'insurrezione (Star Trek: Insurrection), noto nel fandom anche con l'acronimo INS o la sigla ST IX, è un film del 1998 diretto da Jonathan Frakes che è anche uno dei protagonisti. È il nono film ambientato nell'universo fantascientifico di Star Trek e il terzo dei quattro interpretati dal cast della serie televisiva Star Trek: The Next Generation.

## Trama
Il tenente comandante Data viene temporaneamente trasferito a una missione sotto copertura per osservare il pacifico popolo Ba'Ku. Improvvisamente non funziona correttamente e rivela la presenza della task force congiunta della Federazione dei pianeti uniti con i Son'a, un popolo tecnologicamente molto avanzato, che osserva i Ba'ku. L'ammiraglio Matthew Dougherty contatta la USS Enterprise NCC-1701-E per ottenere gli schemi di Data a scopo di recupero, ma afferma categoricamente che la presenza dell'Enterprise non è necessaria. Il capitano Jean-Luc Picard ignora gli ordini e prende l'Enterprise per recuperare Data. Picard si insospettisce quando Dougherty insiste che l'Enterprise non è più necessaria e ordina di indagare sul malfunzionamento di Data.
L'equipaggio scopre che i Ba'ku sono tecnologicamente avanzati con capacità di curvatura, ma hanno rifiutato il suo utilizzo per vite più semplici. Presto scoprono il segreto dei Ba'ku: gli anelli del pianeta emettono una particolare radiazione metafisica che permette alla struttura genetica degli esseri viventi di rigenerarsi all'infinito, ciò garantisce a tutti coloro che si trovano sul pianeta un'eterna giovinezza e una salute perfetta. Al contrario, gli alleati della Federazione, i Son'a, sono una specie decrepita che fa affidamento sulla tecnologia medica per ritardare la morte; un'eccessiva chirurgia estetica conferisce loro un aspetto mummificato. L'equipaggio dell'Enterprise sperimenta gli effetti di ringiovanimento del pianeta: il tenente comandante Geordi La Forge ora può vedere senza impianti oculari, Worf sperimenta i sintomi della pubertà, il comandante William Riker e il consigliere Deanna Troi riaccendono la loro relazione a lungo abbandonata, e Picard sviluppa una relazione romantica con Anij, una donna ba'ku.
Data e Picard scoprono una nave della Federazione sommersa e occultata contenente un gigantesco ponte ologrammi che ricrea il villaggio dei Ba'ku. Il malfunzionamento di Data derivava da un attacco dei Son'a, il risultato della sua scoperta accidentale della loro nave. Picard affronta Dougherty e scopre che gli alti ufficiali della Federazione hanno collaborato con i Son'a per trasferire ingannevolmente il Ba'ku su un altro pianeta, consentendo la raccolta delle particelle su scala di massa. Il prezzo da pagare si presenta tuttavia alto: il processo di estrazione renderà il pianeta Ba'ku una terra inabitabile per secoli e quindi si rende necessario deportare l'intera popolazione. Dougherty ordina quindi all'Enterprise di andarsene. Picard ribatte con aria di sfida che i benefici medici della particella non giustificano i piani di Dougherty per il popolo Ba'ku e viola la Prima Direttiva della Flotta Stellare .
Picard e alcuni membri dell'equipaggio aiutano i Ba'ku a sfuggire al rapimento mentre Riker sposta l'Enterprise nel raggio di trasmissione per comunicare la violazione alla Flotta Stellare. I Son'a lanciano sonde robotiche per localizzare e catturare i Ba'ku in fuga. Lo spietato leader dei Son'a, Ahdar Ru'afo, convince Dougherty a consentire a due navi son'a di attaccare l'Enterprise, che fugge. Scoperto il loro piano, Ru'afo insiste per raccogliere immediatamente la fonte di radiazioni. Picard, Anij e diversi Ba'ku vengono trasportati come prigionieri sulla nave son'a. La dottoressa Crusher scopre che i Son'a e i Ba'ku hanno lo stesso DNA: ciò indica che sono la stessa specie. Picard quindi informa Dougherty che i Son'a sono una fazione scissionista dei Ba'ku che un secolo prima aveva abbandonato la loro esistenza bucolica e aveva abbracciato la tecnologia, ma quando il loro tentativo di prendere il potere con la forza fallì, gli anziani Ba'ku li esiliarono dal pianeta, negando loro gli effetti ringiovanenti della radiazione. I Son'a hanno sviluppato un mezzo artificialmente imperfetto per prolungare le loro vite a costo della deturpazione e ora cercano vendetta. Ru'afo uccide Dougherty dopo che l'ammiraglio ha rinnegato il loro piano e si trasferisce per completare la raccolta.
Mentre Picard è pronto per l'esecuzione, convince il disilluso Son'a Gallatin ad aiutarlo a fermare Ru'afo. Picard escogita uno stratagemma per trasportare Ru'afo e il suo equipaggio di plancia su un'olonave e disabilitare il mietitore. Ru'afo scopre l'inganno e si trasporta sulla nave mietitrice per riavviare manualmente il processo. Picard lo segue e imposta l'autodistruzione del mietitore, uccidendo Ru'afo proprio mentre l'Enterprise salva Picard. I restanti Son'a vengono perdonati e accolti dai Ba'ku. Picard organizza un incontro tra Gallatin e sua madre ba'ku per ringraziarlo del suo aiuto. L'equipaggio si prende un momento per godersi il proprio io ringiovanito prima di tornare alla missione precedente.

## Personaggi
- Jean-Luc Picard è il capitano della USS Enterprise E, coordinerà l'insurrezione contro gli iniqui accordi tra Federazione e Son'a per aiutare i Ba'Ku. Allaccerà una relazione con un'aliena del luogo, Anij.
- William T. Riker è il Primo Ufficiale della USS Enterprise E; ne assumerà il comando quando Picard e altri scenderanno sul pianeta Ba'Ku per proteggerli dalla deportazione e cercherà di raggiungere con l'astronave un punto in cui trasmettere una richiesta di aiuto per fermare i Son'a.
- Data è un androide, Secondo Ufficiale e Capo Operazioni della USS Enterprise E e temporaneamente trasferito nella postazione di osservazione gestita da Federazione e Son'a. Scoprirà che l'osservazione dei Ba'Ku prevede la loro deportazione forzata e si ribellerà.
- Geordi La Forge è ingegnere capo sulla USS Enterprise E; nato cieco, grazie alla radiazione miracolosa del pianeta dei Ba'Ku acquista la vista per la prima volta in vita sua.
- Worf è l'ufficiale tattico e addetto alla sicurezza sulla USS Enterprise E. Sarà uno dei primi a sperimentare gli effetti ringiovanenti della "macchia di rovi" e aiuterà Picard a salvare i Ba'Ku.
- Ahdar Ru'afo è il capo dei Son'a, che si allea con la Federazione col solo scopo di vendicarsi dei Ba'Ku.
- Anij è una aliena Son'a, avrà una liaison con Picard.
- Dougherty è un ammiraglio della Federazione; pur di mettere le mani sulla radiazione miracolosa che ringiovanisce, non esita a stringere un'alleanza con i malvagi Son'a.

## Produzione
Le riprese sono state effettuate dal 31 marzo 1998 al 2 luglio 1998. Gli esterni sono stati girati in varie località della California (USA): le scene al lago a Bishop; Data che entra nel lago presso il lago Convict, Mammoth Lakes Park; il set ba'ku al lago Sherwood, Thousand Oaks; le scene sul fiume a San Gabriel Dam, San Gabriel Canyon, Angeles National Forest.
Per motivi promozionali era prevista una partecipazione di attori noti di vari paesi nel cast; ad esempio, durante i primi minuti di film è infatti possibile scorgere, nella base di ascolto federale/Son'a, Lorella Cuccarini, la cui parte doveva essere più consistente ma venne poi tagliata in post produzione.

### Cast
- Patrick Stewart, nel ruolo di Jean-Luc Picard.
- Jonathan Frakes, nel ruolo di William T. Riker.
- Brent Spiner, nel ruolo di Data.
- LeVar Burton, nel ruolo di Geordi La Forge.
- Michael Dorn, nel ruolo di Worf.
- F. Murray Abraham, nel ruolo di Ahdar Ru'afo.
- Donna Murphy, nel ruolo di Anij.
- Anthony Zerbe, nel ruolo di ammiraglio Dougherty.

## Accoglienza
Il film, prodotto ad un costo stimato di circa 58 milioni di dollari (13 più del precedente), ne guadagnò al botteghino 112 (di cui 22 solo nel fine settimana di apertura negli USA), a cui si sono aggiunti nel tempo altri 75 milioni di dollari per i noleggi nel circuito dell'home video.

## Riconoscimenti
- 1998 – International Film Music Critics Award
  - Migliore colonna sonora per un film fantasy/fantascientifico a Jerry Goldsmith
- 1999 – Bogey Awards
  - Bogey Award in Argento
- 1999 – Golden Satellite Award
  - Candidatura a migliori effetti visivi a Terry D. Frazee
- 1999 – OFTA Film Award
  - Candidatura a miglior film di fantascienza/fantasy/horror
  - Candidatura a miglior attore di film di fantascienza/fantasy/horror a Patrick Stewart
  - Candidatura a migliori trucco e acconciatura a Michael Westmore, Lee Ann Brittenham, Belinda Bryant, Lumas Hamilton Jr., Joe Podnar, Monty Westmore e Yolanda Toussieng
- 1999 – Premio Hugo[4]
  - Candidatura a miglior rappresentazione drammatica
- 1999 – Saturn Award
  - Candidatura a miglior film di fantascienza
  - Candidatura a miglior trucco a Michael Westmore
- 1999 – Young Artist Award
  - Miglior giovane attore non protagonista a Michael Welch
  - Candidatura a miglior film drammatico per famiglie